# Bulbophyllum piluliferum
Bulbophyllum piluliferum là một loài phong lan thuộc chi Bulbophyllum.